# Российско-кубинские отношения
Российско-кубинские дипломатические отношения были установлены в 1902 году. После Октябрьской революции в России были фактически разорваны и восстановлены лишь в октябре 1942 года. После переворота Батисты отношения были вновь прерваны в 1952 году. После революции 1959 года опять восстановлены. На время холодной войны Куба стала главным союзником СССР в Западном полушарии, «непотопляемым советским авианосцем у берегов США». После распада Советского Союза помощь Кубе прекратилась, и на острове началась гуманитарная катастрофа.

## История

### Куба и Российская империя
Первым русским человеком, посетившим остров, считается путешественник Фёдор Каржавин, который сделал это во время своего большого путешествия по Америке 1774—1788 годов. В 1826 году Российская империя аккредитовала своего почётного консула в Гаване, тогда принадлежавшей испанцам. В войне за независимость Кубы на стороне повстанцев участвовали трое добровольцев из России — П. Стрельцов, Е. Константинович и Н. Мелентьев. Вскоре после получения независимости Кубы, её первый президент Томас Эстрада Пальма направил 26 мая 1902 года российскому императору Николаю II ноту об установлении дипломатических отношений. 6 июля того же года российский император ответил согласием, но первое консульство Кубы в России (Санкт-Петербург) было открыто только 27 августа 1913 года. 7 апреля 1917 года Куба объявила войну Германии, став союзником России в Первой мировой войне.

### Советско-кубинские отношения

Комбайны «СКГ-3» Хабаровского завода «Дальдизель» перед отправкой на Кубу. Хабаровск, 1962 год. Фото Н. Суровцева, РГАКФД

После 1917 года дипломатические отношения были разорваны, так как Куба (как и почти все латиноамериканские страны) долгое время не признавала Советскую Россию. Тем не менее неофициальные связи двух стран продолжались — в 1925 году Кубу посетил проездом в Мексику Маяковский, а в 1931 году белоэмигрант Яворский стал руководителем первой на острове профессиональной балетной школы. У части кубинского населения большевизм пользовался сочувствием — в 1924 году в Гаване даже установили на пожертвования кубинцев памятник Ленину в рабочем квартале, который сохранился до сих пор.

Дипломатические отношения Кубы и СССР были установлены в 1942 году, но с началом холодной войны стали ухудшаться. 28 мая 1949 года кубинскими властями были арестованы 11 советских граждан, которые были членами дружественного СССР Украинско-белорусского комитета, а с ними ещё 11 кубинцев. В 1952 году через государственный переворот к власти на Кубе пришёл Фульхенсио Батиста. Сталин в ответ разорвал с Кубой дипломатические отношения в 1952 году. В 1959 году на Кубе победила революция, после которой к власти пришёл Фидель Кастро, и в 1960 году дипломатические отношения были восстановлены.
Отношение советского руководства к новому кубинскому правительству оставалось неопределённым до тех пор, пока США не попытались силой свергнуть Кастро в апреле 1961 года в ходе неудавшейся операции в заливе Кочинос. В мае 1961 года Фидель открыто провозгласил, что Куба пойдёт по социалистическому пути развития. Это резко изменило отношение Кремля к Кубе. На Остров свободы тут же отправились советские инженеры, военные специалисты и оружие, чтобы предотвратить повторение американской интервенции.
В 1962 году состоялся визит Рауля Кастро в СССР, где он встретился с Никитой Хрущёвым. Они договорились о том, что, чтобы наверняка обезопасить Кубу от американской агрессии, следует разместить на острове советские ракеты средней дальности. 14 октября 1962 года американцы обнаружили развертывание советского ядерного оружия на Кубе, разразился Карибский кризис. В обмен на демонтаж аналогичных американских ракет в Турции и гарантии ненападения на Кубу Хрущёв согласился вернуть ракеты в Советский Союз.
После этого случая прежний энтузиазм в отношениях между Кубой и Советским Союзом пропал, так как решение вывести ракеты с Кубы было принято Хрущёвым единолично, без всяких консультаций с Кастро. До своего распада СССР, тем не менее, активно помогал Кубе. На острове работали тысячи советских специалистов во всех отраслях. Особого прогресса удалось добиться в области медицины, кубинские врачи по сей день считаются одними из самых квалифицированных в мире. За щедрую помощь Советского Союза Куба расплачивалась, как правило, сахаром — основной статьёй экспорта. Важную роль играл созданный в 1962 году советский центр радиоперехвата в Лурдесе.

## Современная ситуация

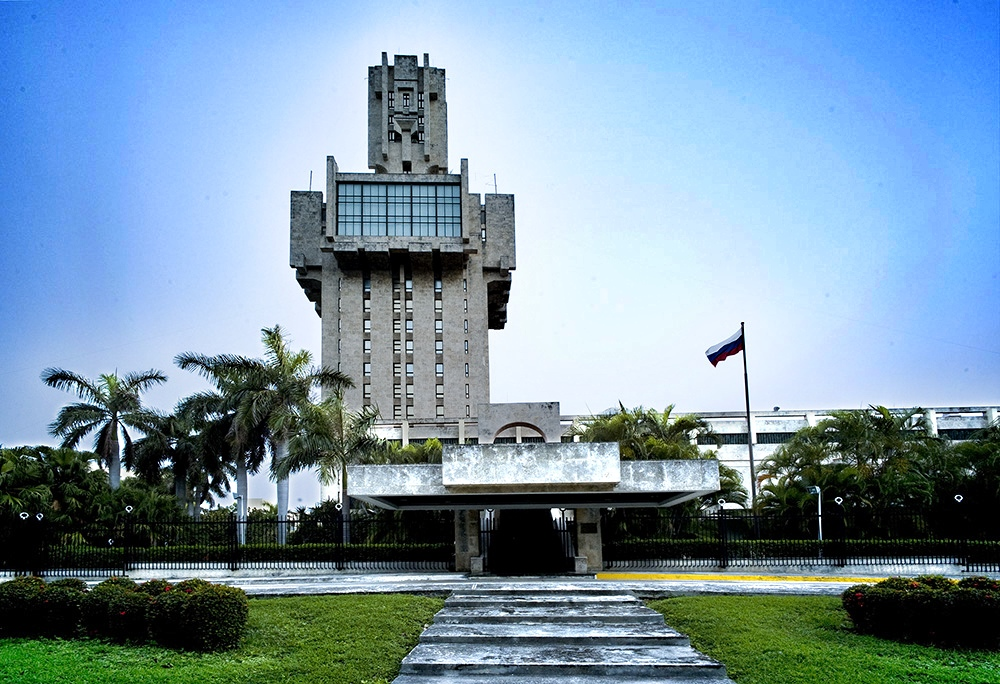
Посольство России в Гаване

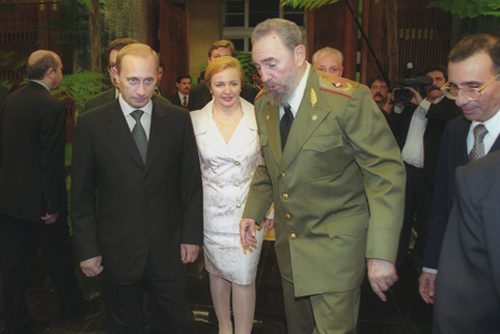
Владимир Путин с Фиделем Кастро во время официального визита на Кубу, декабрь 2000 года

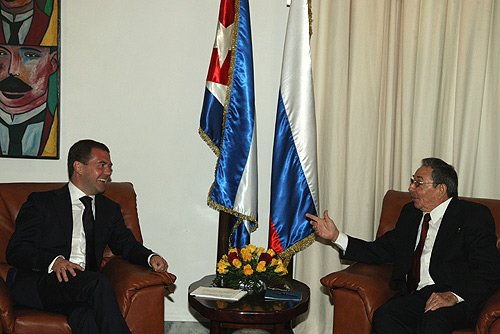
Дмитрий Медведев и Рауль Кастро на встрече в Гаване 28 ноября 2008 года

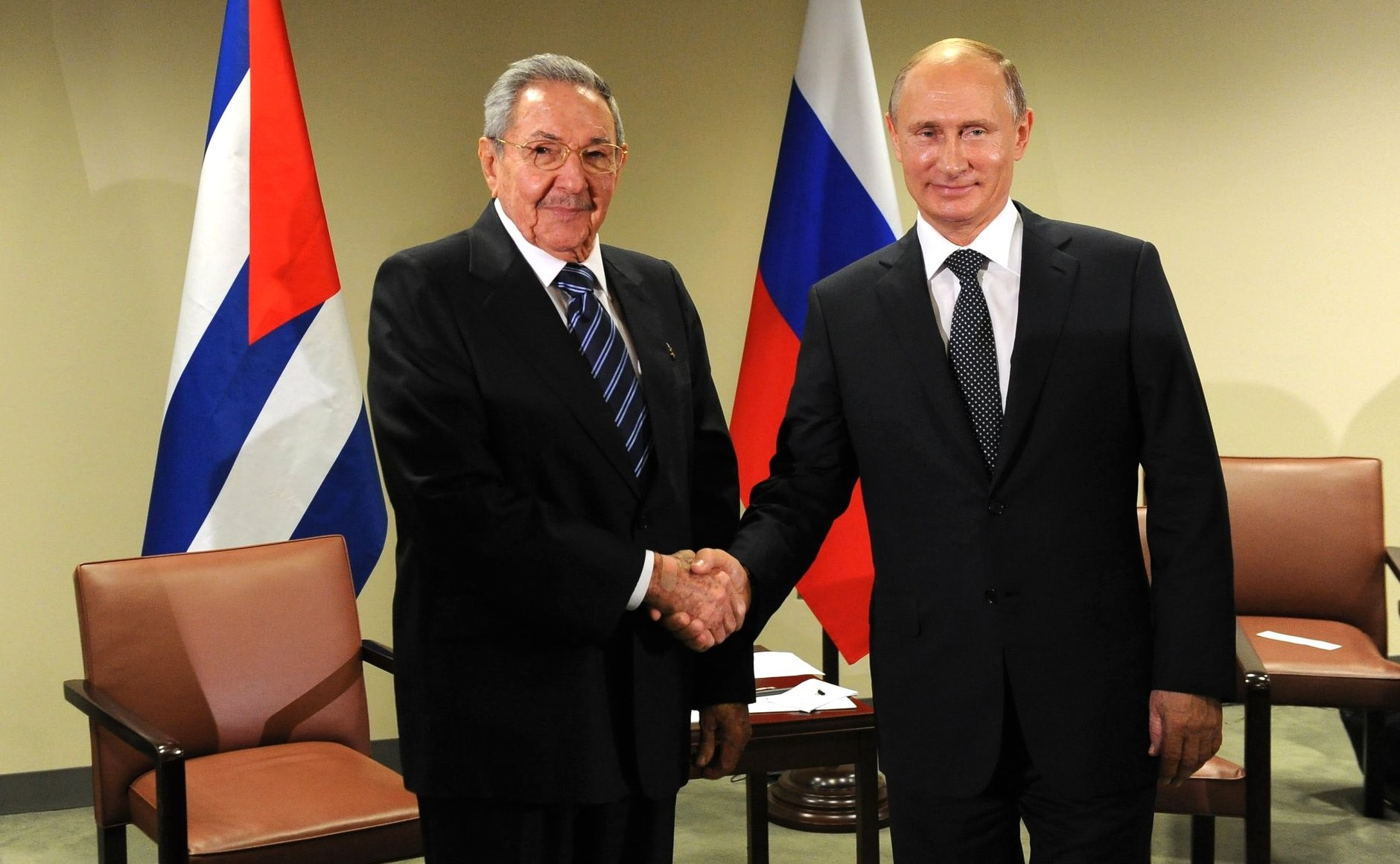
Владимир Путин и Рауль Кастро.
Нью-Йорк, 28 сентября 2015 года

Несмотря на ослабление контактов между Гаваной и Москвой, Куба по-прежнему остаётся одним из основных партнёров России в Западном полушарии. Российский центр электронной разведки в Лурдесе был закрыт лишь в 2003 году, но на Острове свободы, согласно докладам НОРАД, по сей день нередко пользуются самолётами стратегической авиации ВВС России. По сути, между Россией и США до сих пор действует негласное соглашение, заключённое в 1962 году, что США не будут вторгаться на Кубу и поддерживать другие силы, желающие свергнуть режим Кастро.
В 2013 году подписано межправсоглашение по сотрудничеству в космической сфере.
27 марта 2014 года на голосовании Генеральной ассамблеи ООН по вопросу непризнания референдума в Крыму Куба проголосовала против, таким образом признав референдум в Крыму и поддержав Россию.
12 июля 2014 года Владимир Путин посетил Кубу в рамках поездки по Латинской Америке и встретился с председателем Совета Министров Кубы Раулем Кастро. Перед этим он списал 90% долгов Кубы перед СССР, а остальные 10% ($3,5 млрд) предполагается инвестировать в кубинскую экономику, путём погашения в течение 10 лет равными полугодовыми платежами. Министры иностранных дел России и Кубы подписали межправительственное соглашение о сотрудничестве в международной информационной безопасности, а также российско-кубинское заявление о неразмещении первыми оружия в космосе.
«Интер РАО — Экспорт» также заключило меморандум о взаимопонимании с Группой по электронике министерства промышленности Кубы по сотрудничеству в производстве и внедрении светотехнических приборов на базе светодиодов. ОАО «Русгидро» и Union Electrica заключили меморандум о взаимопонимании.
Владимир Путин встретился с Фиделем Кастро, с которым пообщался в течение часа. В ходе этого визита также были подписаны программы сотрудничества между министерствами культуры двух стран на 2014–2016 годы, меморандум о взаимопонимании между министерствами промышленности и министерствами здравоохранения двух стран. Также был подписан меморандум между МЧС России и МВД Кубы по сотрудничеству в развитии регионального российско-кубинского центра подготовки пожарных и спасателей.
13 февраля 2015 года министр обороны РФ Сергей Шойгу прибыл с официальным визитом в Республику Куба, где 13-14 февраля обсудил с руководством страны вопросы двустороннего военного и военно-технического сотрудничества.
В 2022 году представительство Кубы при Генеральной Ассамблее ООН воздержалось от подписания резолюции, осуждавшей российскую военную агрессию против Украины.
В 2023 году МИД Кубы заявило, что на территории Кубы была раскрыта сеть по торговле людьми, принуждавшая кубинских граждан воевать на стороне России в войне в Украине.

## Строительство объектов на Кубе
Советские специалисты внесли огромный вклад в развитие кубинской энергетики. В 1980-е годы при участии советских, а потом российских специалистов был введён в эксплуатацию ряд тепловых электростанций: «Мариэль» (1982), «Рентэ» (1984), «Гавана» (1995). Кроме того, в 1980 году введена в эксплуатацию дизельная электростанция на острове Хувентуд, а в 1990 году НПЗ «Камилло Сьенфуэгос» (правда, через 4 года он прекратил работу и возобновил её лишь в 2007 году). В 1990-е годы сотрудничество начали сворачивать, но некоторые объекты были завершены при помощи российских специалистов — в 1993 году пущен нефтепровод Матансас — Сьенфуэгос. Многие объекты остались незавершёнными.

## Двусторонняя торговля
Куба при Кастро стала главным торговым партнёром СССР в Латинской Америке. В 1990 году на Кубу пришлось 2,8% советского экспорта и 5,1% советского импорта (на все остальные латиноамериканские страны только 0,8% экспорта и 1,5% импорта СССР). В последние годы Куба стала основным поставщиком цитрусовых в СССР, причем её доля росла: в 1975 году на эту страну пришлось 3,6% союзного импорта цитрусовых, а в 1989 году уже 47,5%. Но главным товаром кубинского экспорта оставался сахар-сырец. СССР поставлял сырую нефть, но не напрямую, а по принципу «треугольника»: Венесуэла поставляла свою нефть на Кубу, за что СССР поставлял тот же объём нефти в страны Восточной Европы. Условия договоров на нефтяные поставки ежегодно пересматривались, а ежегодный объём поставок вырос с 0,3 млн тонн в 1978 году до более чем 1 млн тонн в последующие годы. По некоторым данным, советской стороне удалось сэкономить благодаря «треугольнику» на транспортировке нефти 200 млн долларов.
Перевод торгово-экономического сотрудничества с Кубой на рыночные условия привели к существенному сокращению объёмов российско-кубинской торговли. Тем не менее в 1990-е годы они оставались существенными. Например, в 1999 году двусторонний товарооборот составил 887,2 млн долларов (в том числе российские поставки — 471,2 млн долларов). Однако в 2000–2005 годах товарооборот упал с 384,7 млн долларов до 186,6 млн долларов.
При этом в 1990-е — первой половине 2000-х годов сильно изменилась структура кубинских поставок, которые почти полностью стали состоять из сахара (88,5% кубинского экспорта в РФ в 2005 году; ещё 9,5% пришлось на медикаменты).
Российский экспорт отличается достаточно разнообразной номенклатурой и включает широкий спектр машинно-технической продукции. На Кубу в 2007–2013 годах пришлось 3,1 % российского экспорта в Латинскую Америку на общую сумму в 1,3 млрд долларов.
В апреле 2005 года в Москве состоялось шестое заседание Межправительственной Российско-Кубинской комиссии по торгово-экономическому и научно-техническому сотрудничеству, на котором были созданы пять рабочих групп и обсуждены взаимовыгодные экономические проекты. По инициативе российских коммерческих структур в обеих странах в 2005 году был создан деловой совет «Россия-Куба».
В конце 2005 — начале 2006 годов на Кубу были поставлены два самолёта Ил-96-300 на сумму свыше 100 миллионов долларов. В апреле 2006 года подписан новый контракт на закупку на тех же условиях ещё 5 авиалайнеров российского производства: двух Ил-96-300 и трёх Ту-204, один из которых в грузовом исполнении. Успешным примером инвестиционного сотрудничества является российско-кубинское совместное предприятие по сборке и ремонту двигателей для автомобилей «КАМАЗ».
Также Путин по итогам переговоров с председателем Госсовета Кубы Раулем Кастро заявил: «Россия заинтересована в размещении на Кубе наземных станций ГЛОНАСС».